# De vorbă cu Dumnezeu
De vorbă cu Dumnezeu (titlu original: Oh, God!) este un film american din 1977 regizat de Carl Reiner și produs de Jerry Weintraub. Rolurile principale au fost interpretate de actorii  George Burns, John Denver, Teri Garr, Donald Pleasence, Ralph Bellamy, William Daniels, Barnard Hughes și Paul Sorvino. Scenariul este realizat de Larry Gelbart după un roman de Avery Corman

## Distribuție
- George Burns - Dumnezeu
- John Denver - Jerry Landers
- Teri Garr - Bobbie Landers
- Donald Pleasence - Doctor Harmon
- Ralph Bellamy - Sam Raven
- William Daniels - George Summers
- Barnard Hughes -  Judge Baker
- Paul Sorvino - Reverend Willie Williams
- Barry Sullivan - Bishop Reardon
- Dinah Shore - Rolul său
- Carl Reiner - Dinah's Guest
- Jeff Corey - Rabbi Silverstone
- George Furth - Briggs
- David Ogden Stiers - Mr McCarthy, District Produce Manager
- Titos Vandis - Greek Bishop
- Moosie Drier - Adam Landers
- Rachel Longaker - Becky Landers
- Jerry Dunphy - Newscaster
- Mario Machado - TV Reporter
- Connie Sawyer - Mrs Green
- Jane Lambert -  Mrs Levin
- Kres Mersky - Check-out Girl
- Byron Paul - TV Engineer
- Hector Morales -  Waiter
- Wonderful Smith - Court Clerk
- Murphy Dunne - Stenographer
- Boyd Bowdell - Religious Fanatic
- Zane Buzby - Girl
- Dennis Kort - Norman
- Bob McClurg - Mechanic
- Celeste Cartier - Second Check-out Girl